# 湯元普
湯元普（?—?），第十七任中華民國陸軍軍官學校校长，籍貫江苏邳縣，為該校第29期毕业。

## 外部連結
- 中華民國陸軍軍官學校介紹

| 前任： 黃耀羽 | 中華民國陸軍軍官學校校長 1986年12月—1989年6月 | 繼任： 胡家麒 |